# Cancillería Apostólica
Cancillería Apostólica es el nombre actual de la anterior Cancillería Romana, que es la oficina donde se registran y expiden las disposiciones del Papa. Desde la primera edad de la Iglesia, establecieron también los obispos sus Cancillerías, donde se expedían y autorizaban sus estatutos, bajo la dirección del Canciller y se conservaban archivados los originales. La Iglesia Romana estableció, pues, con el mismo objeto su Cancillería para la expedición de las leves y constituciones pontificias, la cual es presidida por un cardenal, con el título de vice-canciller. En esta oficina, el primer oficial, después del vice-canciller, es el regente al cual corresponde revisar las bulas, enmendar cualquier defecto de redacción y suscribirlas de su mano. 
Cancillería, antiguamente era la oficina donde se redactaban y sellaban los decretos de los príncipes y magistrados, y Canciller al que en esa oficina ocupaba el primer lugar.  

## Historia
El papel de bibliotecarius aparece por primera vez en 781 y era responsable de los libros del Papa y de redactar documentos. El papel de cancellarius aparece por primera vez bajo Silvestre II. El cancellarius producía documentos para el Papa, mientras que el bibliotecarius los fechaba. Posteriormente, ambos roles tendieron a ser desempeñados por la misma persona. El uso del término bibliotecarius terminó bajo Celestino II (1143-1144). Desde Honorio III (1216-1227) en adelante, el jefe de la cancillería se llamó vicecancellarius.
La Cancillería Apostólica tenía un origen antiguo en esencia, pero derivaba su nombre del de las "cancillerías" civiles, incluida la de la Cancillería Imperial. El primado del romano pontífice exigía que tuviera a su servicio funcionarios que escribieran y transmitieran sus respuestas a las numerosas peticiones de favores y consultas que se le dirigían. A lo largo de su duración la oficina fue reformada en numerosas ocasiones.
La constitución apostólica Etsi ad Singula del Papa Clemente VII del 5 de julio de 1532 proporcionó al canciller el título cardenalicio de la Basílica de San Lorenzo en Dámaso. Por siglos la sede de la función ha radicado en el Palacio de la Cancillería.
Después de que el Papa Martín V instituyera un gran número de cargos en la Cancellaria, el Papa Sixto V colocó muchos de ellos en la clase de "vacabili", es decir. mi. cargos venales (una práctica también de las cortes seculares, por ejemplo las de Francia, incluso bajo el rey absolutista Luis XIV). La reclasificación de muchas de las oficinas de la Cancellaria como vacabili fue motivada por la necesidad de dinero del Papa. El Papa a menudo se vio obligado a defender a la Iglesia haciendo la guerra, equipando expediciones marciales o al menos ayudando financieramente a los príncipes que libraban tales guerras bajo su exhortación, pero el tesoro papal a menudo era insuficiente para sufragar incluso los gastos de los Estados Pontificios. En consecuencia, los papas recurrieron al expediente de vender varios cargos lucrativos de la Curia Romana al mejor postor;[4] sin embargo, estas ventas no fueron de los cargos per se, sino de los ingresos de los cargos, e. gramo
La función de canciller está inscrita en el Código del Derecho Canónico en los apartados de 469 al 494.